# Delonix tomentosa
Espèce
Statut de conservation UICN

 CR  : 
En danger critique
Delonix tomentosa est une espèce de la famille des Fabaceae. Son aire de répartition indigène est l'ouest de Madagascar (plateau d'Ankara). C'est un arbre qui pousse principalement dans le biome tropical à saison sèche.

## Description
C'est un arbre.

## Répartition
Ce taxon se rencontre dans le pays suivant : Madagascar. Endémique sur cette île, Delonix tomentosa n'est connue que par le type collecté il y a plus de 100 ans. Il n'a pas été vu depuis et pourrait être éteint.

## Systématique
Le nom correct complet (avec auteur) de ce taxon est Delonix tomentosa (R.Vig.) Capuron.
L'espèce a été initialement classée dans le genre Poinciana sous le basionyme Poinciana tomentosa R.Vig..
Delonix tomentosa a pour synonyme :
- Poinciana tomentosa R.Vig.